# پانالو (هاوایی)
پانالو (به انگلیسی: Punaluu) یک منطقهٔ مسکونی در ایالات متحده آمریکا است که در هونولولو واقع شده‌است. پانالو ۵٫۴ کیلومتر مربع مساحت و ۱٬۱۶۴ نفر جمعیت دارد و ۱٫۸۳ متر بالاتر از سطح دریا واقع شده‌است.